# Єгипетсько-турецькі відносини
Єгипетсько-турецькі відносини — двосторонні відносини між Єгиптом і Туреччиною. Дипломатичні відносини були встановлені в 1925 році (тимчасові повірені у справах) і в 1948 році (на рівні послів).

## Історія
Туреччина і Єгипет історично пов'язані міцними релігійними і культурними зв'язками. Сотні років Єгипет був частиною Османської імперії (створена в 1299 році), спадкоємицею якої є сучасна Туреччина, проте відносини між двома країнами в різний час змінювалися від дружніх до ворожих.
Дипломатичні відносини між двома країнами були встановлені в 1925 році, спочатку країни обмінялися тимчасовими повіреними, а в 1948 році були призначені перші посли.
У 1990-ті Єгипет став приділяти більше уваги відносинам з Туреччиною, одним з питань співпраці двох країн став експорт єгипетського газу на європейський континент. З метою поліпшення торговельних відносин між країнами в 2005 році було підписано угоду про вільну торгівлю. Можливо тому в 2006—2011 роках експорт Туреччини до Єгипту збільшився з 709 млн доларів до 2759 млн доларів.
Відносини між країнами значно погіршилися після скинення президента Мухаммеда Мурсі влітку 2013 року (представника організації ісламізму Брати-мусульмани); 23 листопада 2013 єгипетська влада відкликала свого посла з Туреччини, а також оголосили турецького посла персоною нон грата.
У вівторок, 4 липня 2023 року Єгипет та Туреччина відновили дипломатичні відносини на найвищому дипломатичному рівні після десятилітнього розриву. У спільній заяві, опублікованій міністерством закордонних справ Туреччини, уряди обох країн заявили, що послом Туреччини Саліха Мутлу Сена в Каїрському посольстві, а Єгипет призначив Амра Ельхамамі своїм посланником в Анкарі.